# Музей Підземний Севастополь
Об'єкт С-2 — протиатомний бункер, схований у центральному пагорбі Севастополя. Побудований у 1953 — 1956 роках. Нині в ньому розташований Музей цивільної оборони, холодної війни та теорії виживання людини в екстрених ситуаціях.

## Історія
Поява під час Другої світової війни в арміях США та Великої Британії стратегічної авіації зробило можливими масштабні бомбардування міст, які знищували не тільки військові об'єкти, а й мирне населення. Останнє розглядалося як виправдання мети в рамках стратегії придушення волі до перемоги у противника. У повній відповідності з цією стратегією першим досвідом бойового застосування ядерної зброї стало бомбардування японських міст Хіросіма і Нагасакі. У нових умовах цивільна оборона також перетворювалася на елемент стратегічного балансу сил. Для СРСР аж до середини 60-х років цей елемент відігравав важливу роль через обмежену можливість удару у відповідь по території США. Севастополь як основна база Чорноморського флоту, на території якої розміщувалася ядерна зброя, потрапляв до категорії першочергових цілей для ядерного бомбардування. У міста до цього часу був великий досвід цивільної оборони, сформований у результаті двох облог (1854–1855, 1941–1942), під час яких цивільне населення брало активну участь в обороні міста. Цей досвід був урахований при розробці програми будівництва підземного дублера Севастополя. 11.06. 1952 року Рада Міністрів СРСР ухвалила спеціальну Постанову від № 2716-1013 з укриття населення і найважливіших об'єктів міста Севастополя. Потім вийшла директива начальника Морського генерального штабу № 1/13029 сс від 3.01. 1953 року. Відповідно до цих планів почалося будівництво цілої системи підземних сховищ у місті, одним із яких став Об'єкт С-2. Його будівництво почалося в 1953 році, а закінчилося — в 1957 -му. Проєкт бункеру був розроблений Севастопольським проєктним військовим інститутом «Военморпроект № 30». У процесі будівництва проєкт неодноразово переглядався. Спочатку, за планом архітектора А. С. Запорожця, бункер повинен був виконувати функцію транспортно-пішохідного переходу, а його внутрішнє оздоблення — відповідати московським станціям метро. Але розгорнута в процесі будівництва кампанія з боротьби з архітектурними надмірностями призвела до відмови від усіх прикрас, внаслідок чого об'єкт зберіг суто функцію захисної споруди. Входи і виходи в об'єкт були закриті і ретельно замасковані. Консервація об'єкту дозволяє оцінити його з точки зору інжинірингу захисних споруд початкового періоду холодної війни.

## Інженерний устрій об'єкту
З поверхні до входу в об'єкт, розташований у товщі пагорбу, із двох боків ведуть потерни завдовжки 60 метрів. Вхід у саме бункер розташований на глибині 50 метрів від поверхні і являє собою подвійний шлюз, ізолюючий його від зовнішнього середовища декількома парами дверей. Таким чином, забезпечується шлюзування прибулих в укриття людей без порушення герметичності самого об'єкту в результаті вибуху. Сам об'єкт улаштований за принципом підводного човна, кожен із відсіків може бути в будь-який момент ізольований від інших. У бункері є два санпропускника, які будуть працювати, коли бункер виконає функцію притулку і почне функціонувати резервним центром управління міськими службами. У бункері збереглися всі основні функціональні відсіки об'єкту: шлюзові камери-тамбури, вентиляційні камери з фільтрами, санітарний вузол, вузол зв'язку, кабінети керівників міських служб, технічні вузли, а також дизель-генератор. У залах укритих збережена вся обстановка того часу — двоярусні нари на 12 осіб, із двома лавами для сидіння внизу на 10 осіб і двома полицями для лежання вгорі для 2 осіб. Бункер С-2 обладнано автономною системою водопроводу з артезіанською свердловиною, двома ємностями для води на 4 і 18 кубометрів, ємністю для технічної води на 300 кубометрів, каналізацією, системою електроосвітлення, засобами аварійного освітлення, радіочастотного і провідного телефонного зв'язку. Об'єкт С-2 по суті є автономним підземним містечком із мінімальними зв'язками із зовнішнім світом, із запасом палива для генератора і сухими пайками для харчування.

## Експозиції музею
Із 2018 року Об'єкт С-2 функціонує як музей. У музеї розгорнуто кілька експозицій із проблем історії та боротьби з надзвичайними ситуаціями, цивільної оборони. Експозиція МНС Росії розповідає про історію створення цієї служби в Севастополі та основні напрямки її роботи сьогодні. Презентована виставка засобів індивідуального захисту органів дихання, розроблених для різних цілей у різні епохи; виставка знайдених у Севастополі і знешкоджених небезпечних об'єктів; виставка розсекречених матеріалів ЦРУ, які розкривають значення Севастополя на стратегічній мапі США в період холодної війни.

## Культурний та освітній простір музею
У музеї обладнані майданчики, на яких проводяться лекції, що стосуються різних аспектів цивільної оборони, холодної війни, використання зброї масового враження, а також проблем виживання людини в умовах жорстких просторових і ресурсних обмежень.

## Екскурсії в музеї
Відвідування об'єкту можливо лише у складі організованої групи в супроводі лектора-екскурсовода. Екскурсії проводяться щодня, починаючи з 11:00 (перша) до 18:00 (остання).

## Галерея

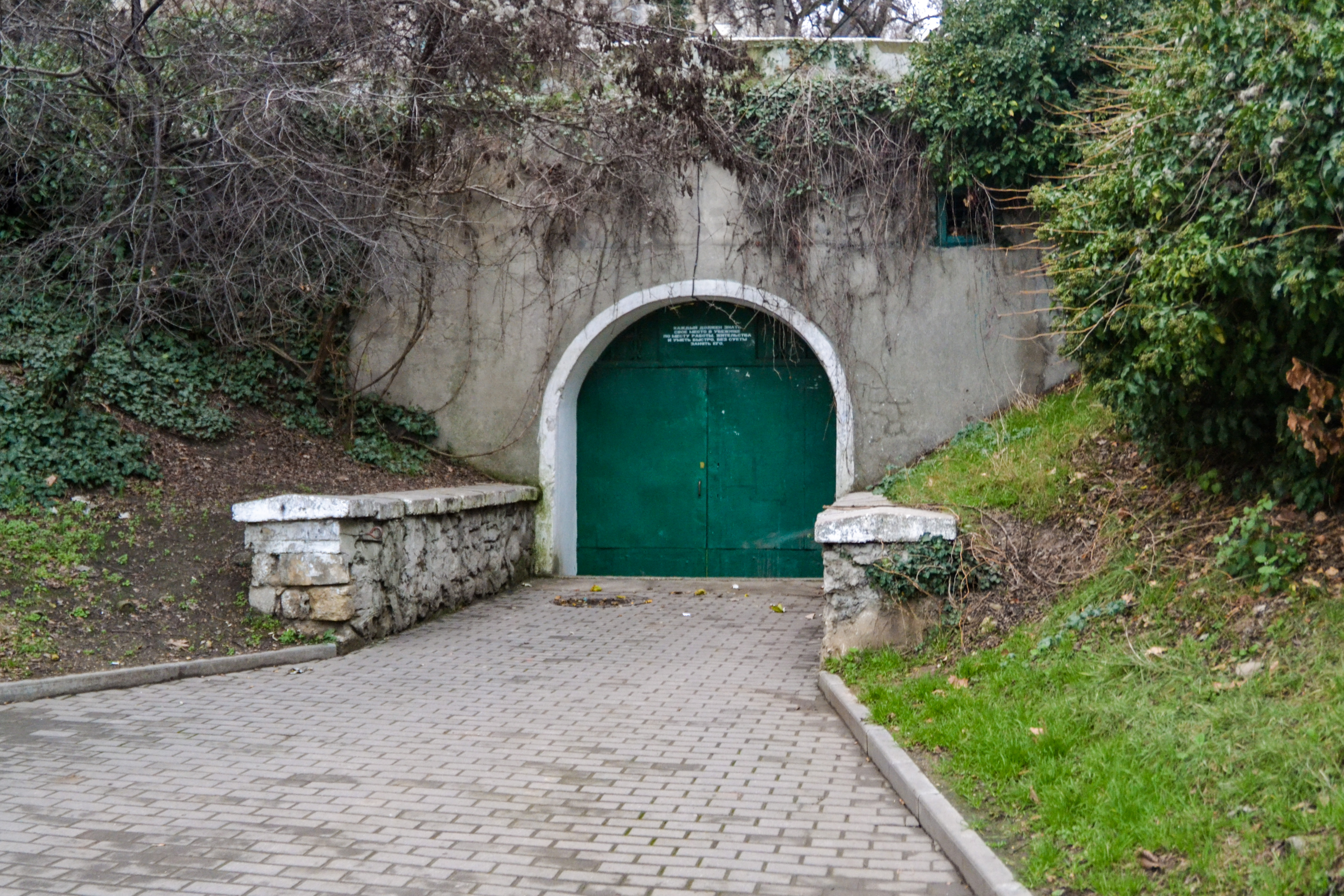
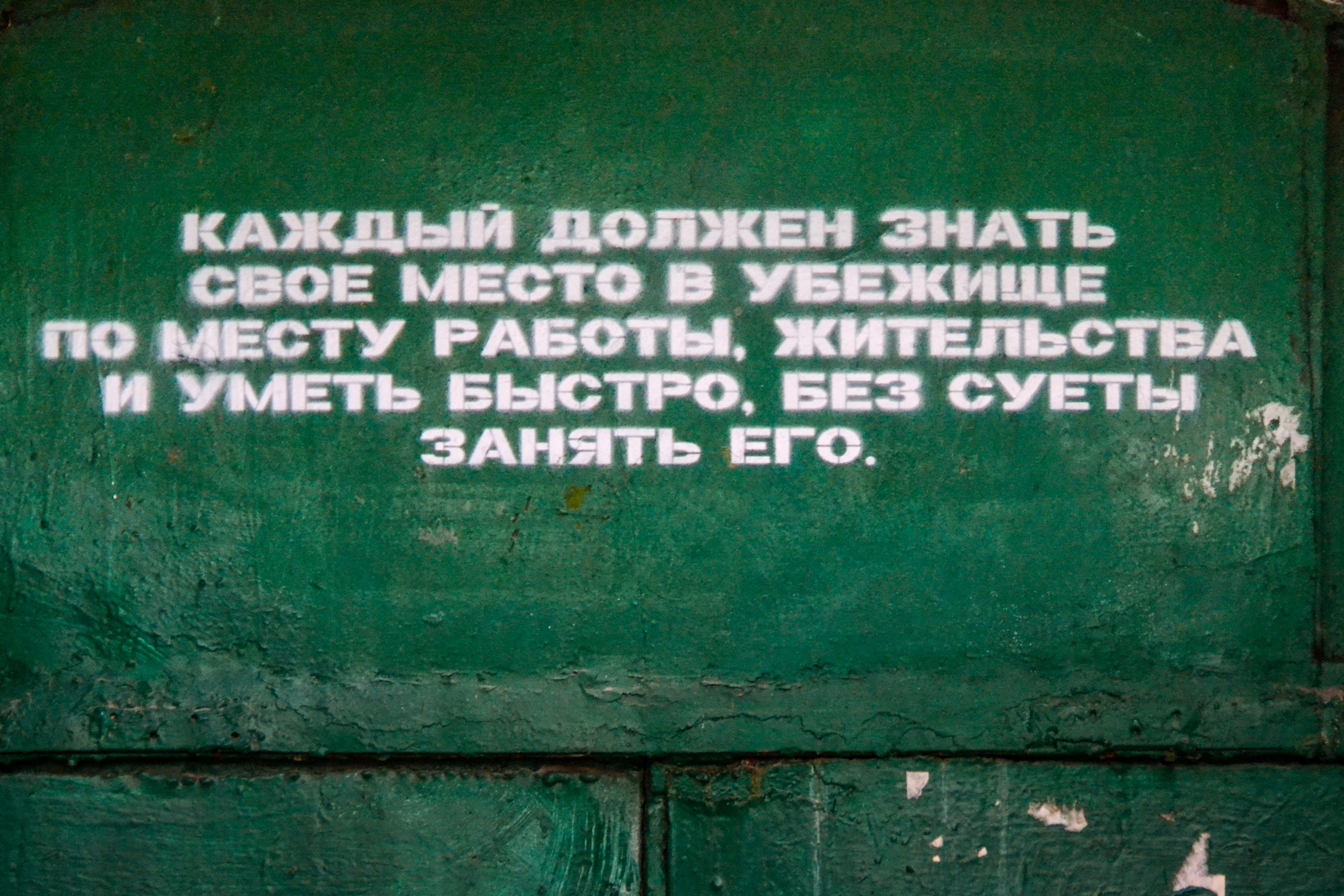
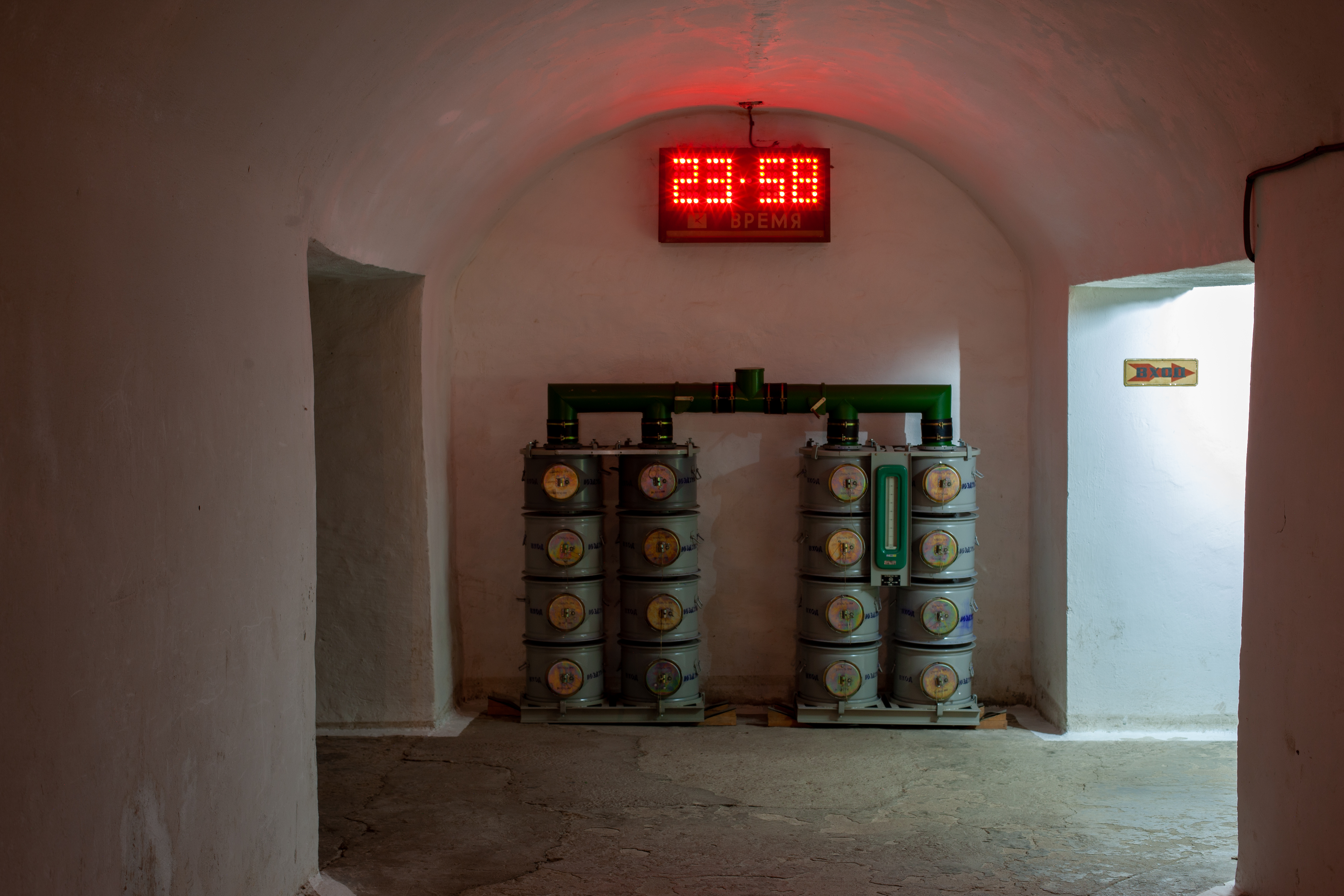
Экспозиция музея "Подземный Севастополь". Часы судного дня.
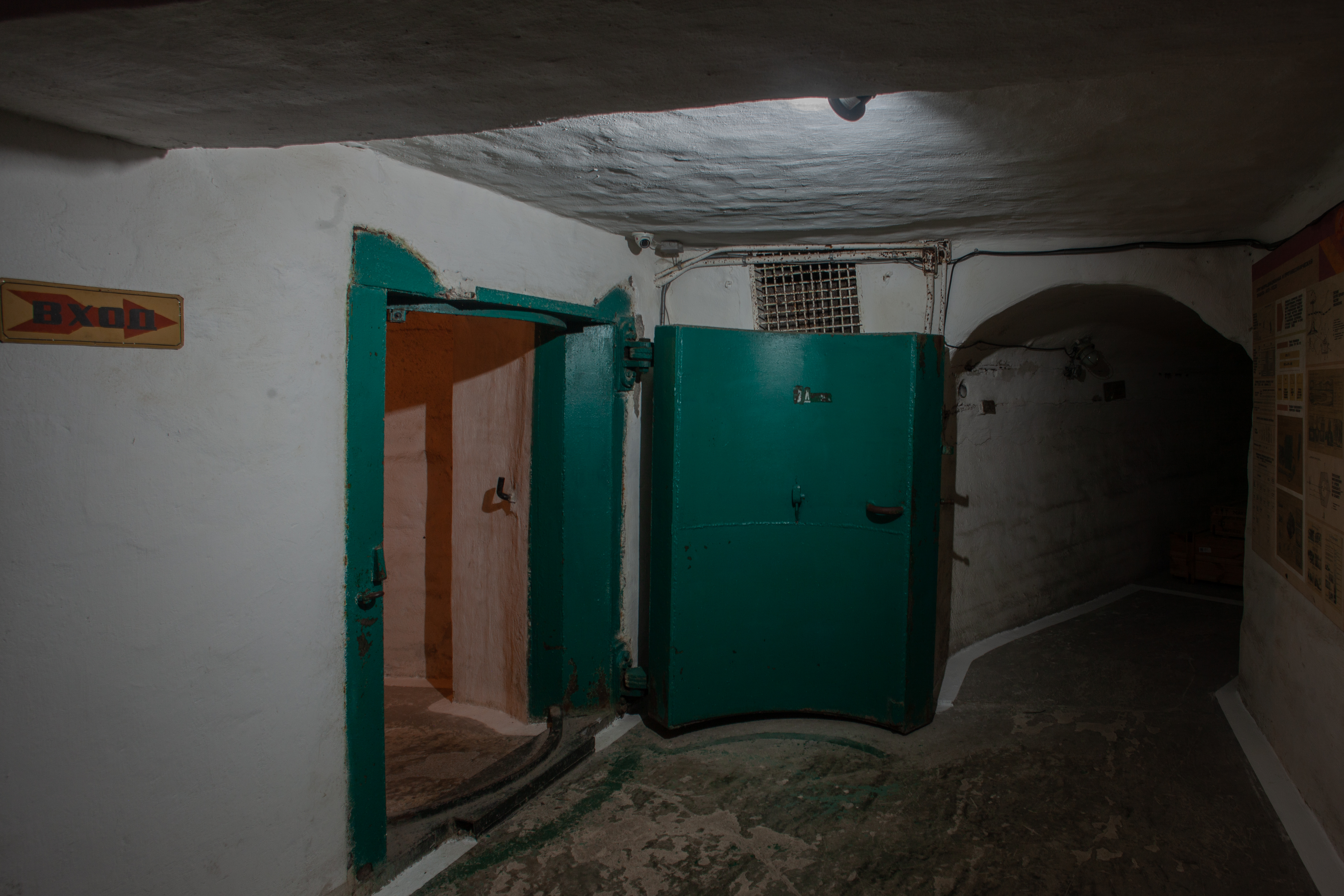
Вход в основную экспозицию музея "Подземный Севастополь".
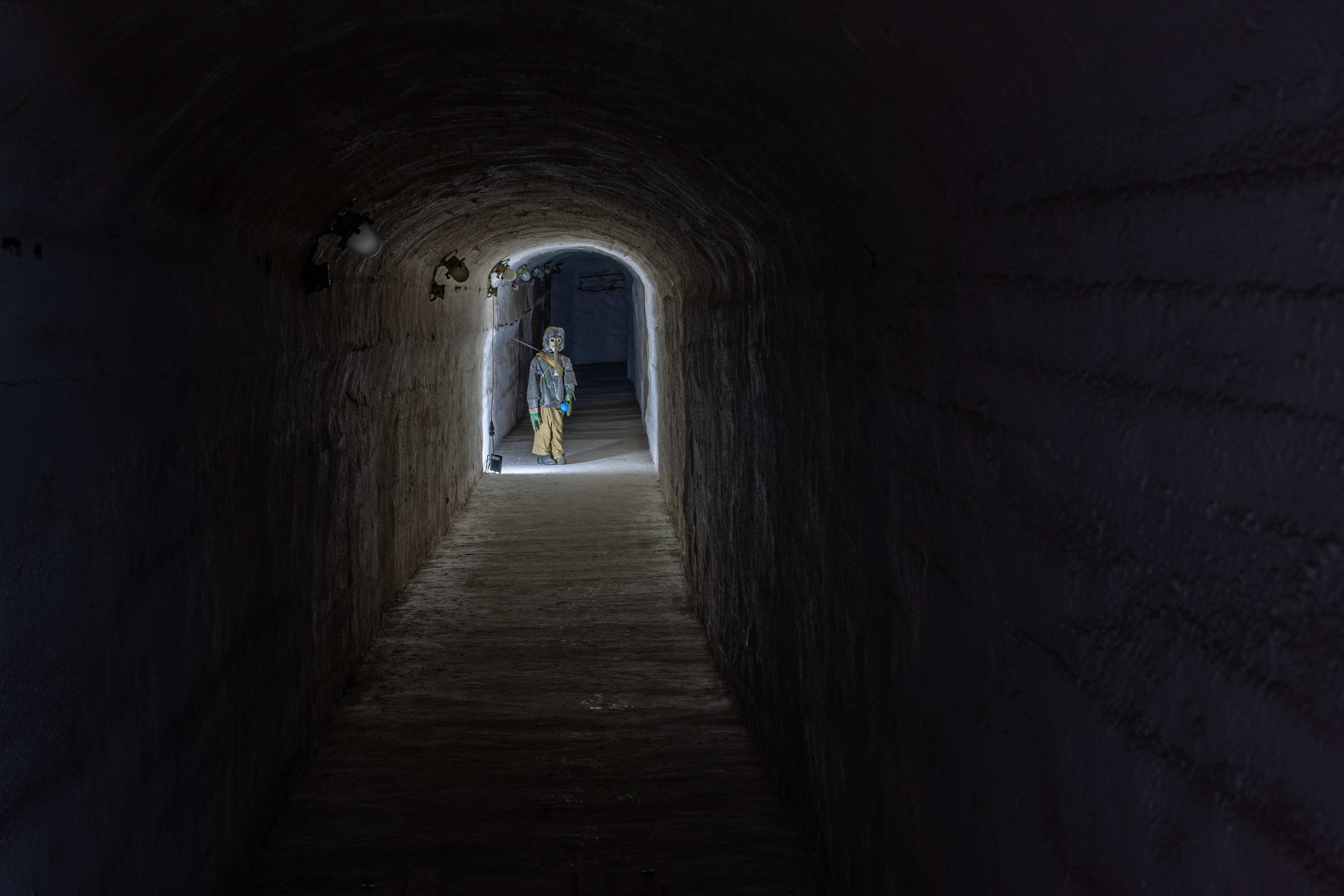
Инсталяция музея "Подземный Севастополь"
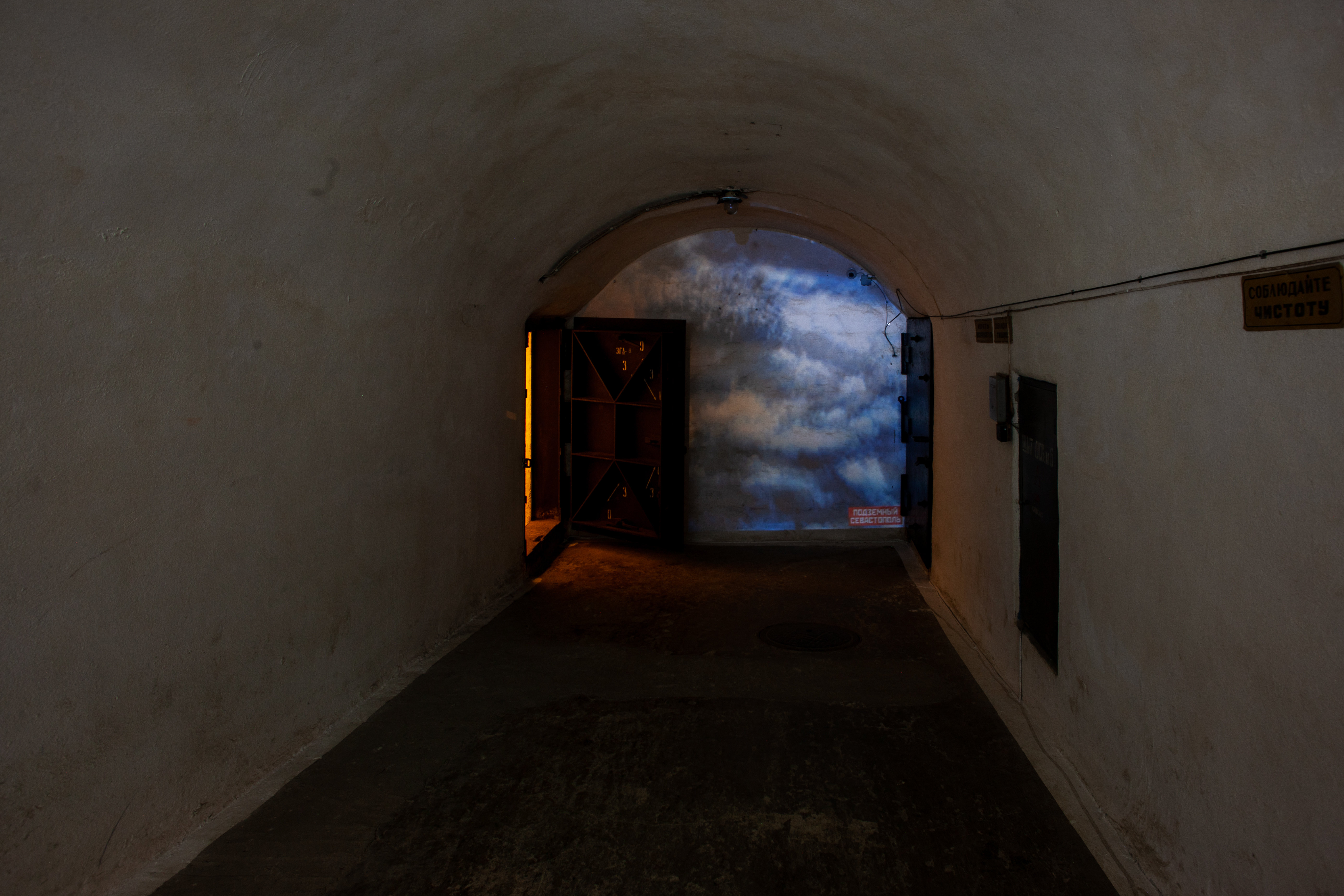
Видео инсталяция в музее "Подземный севастополь"
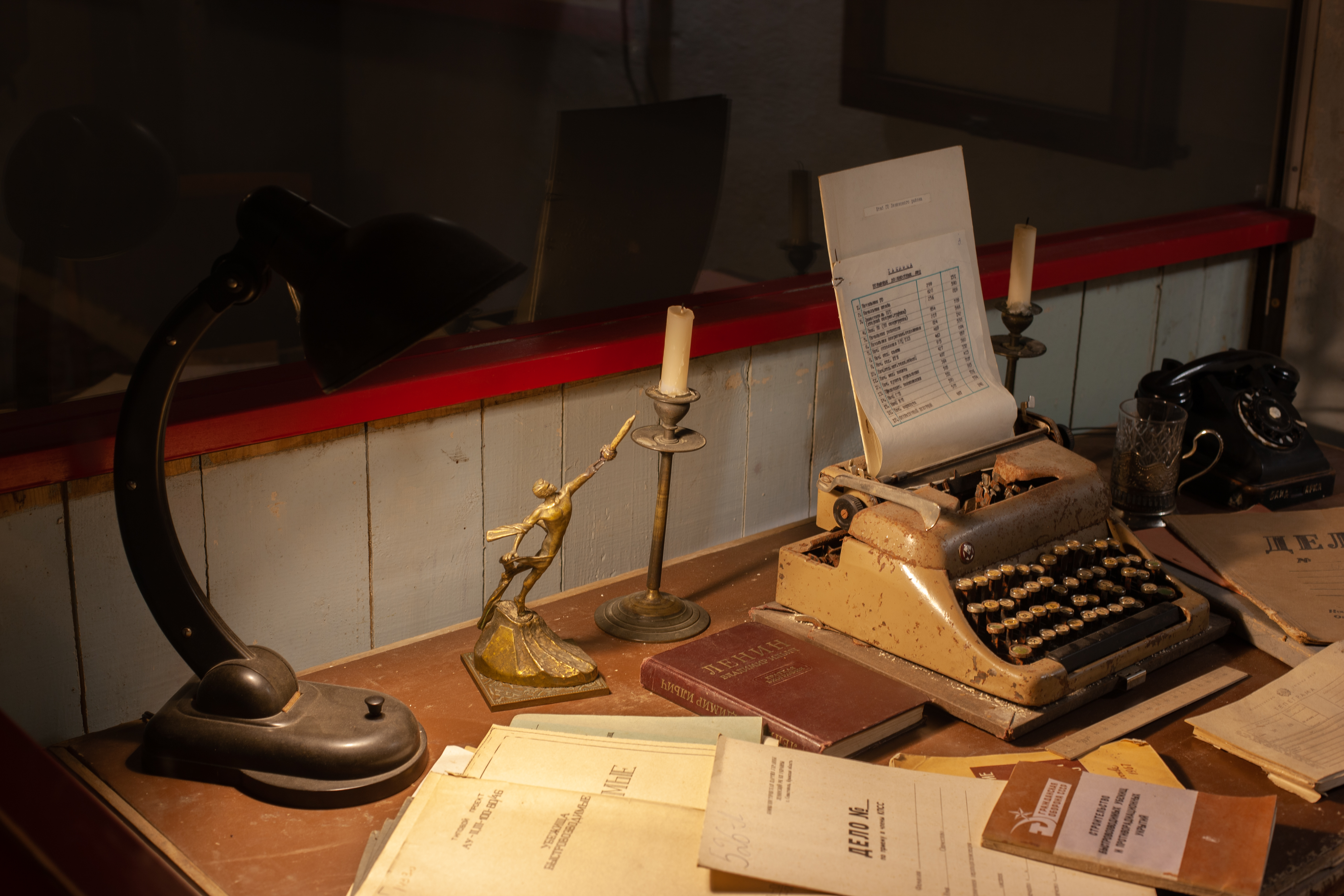
Экспозиция музея "Подземный Севастополь"
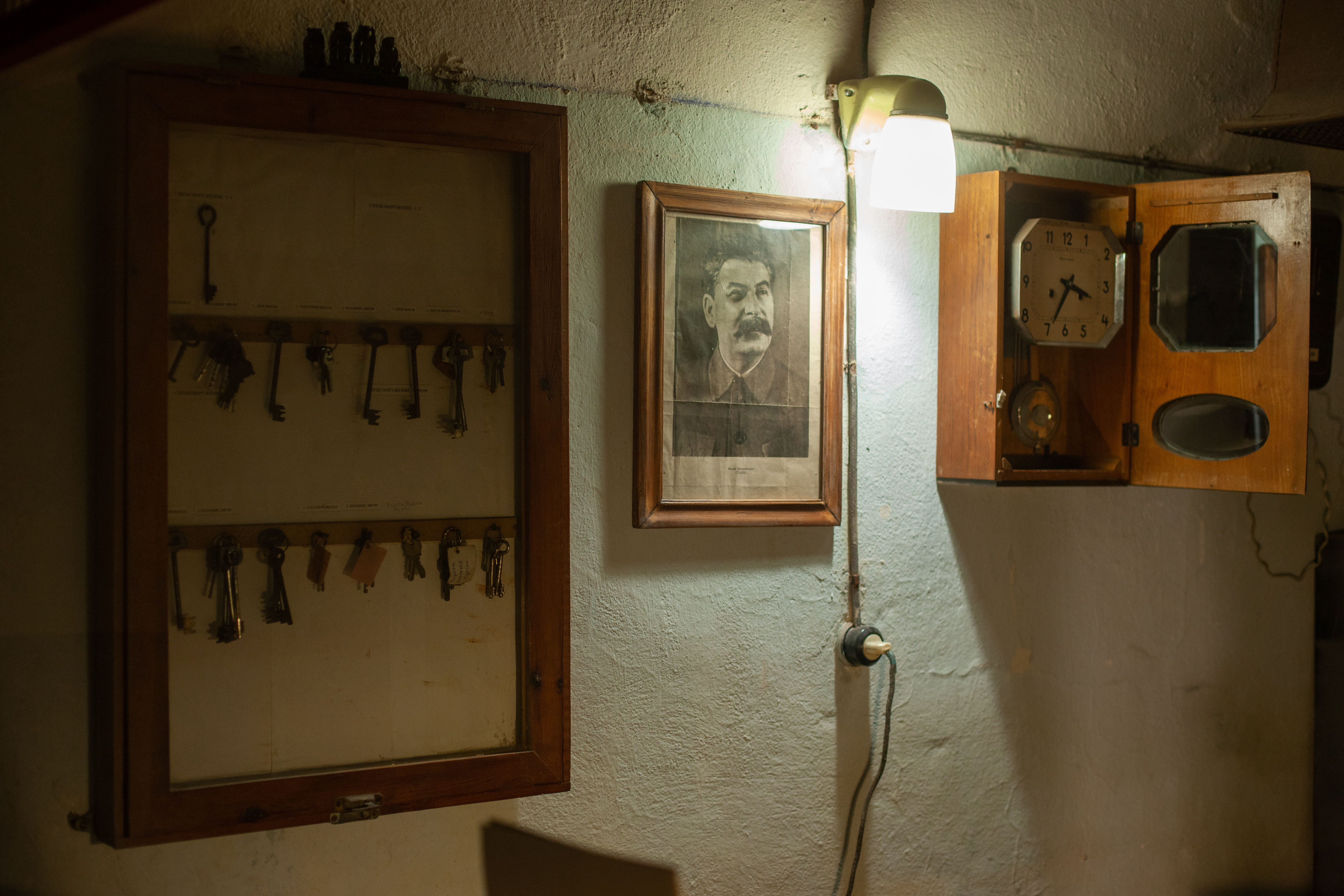
Кабинет коменданта в музее "Подземный Севастополь".
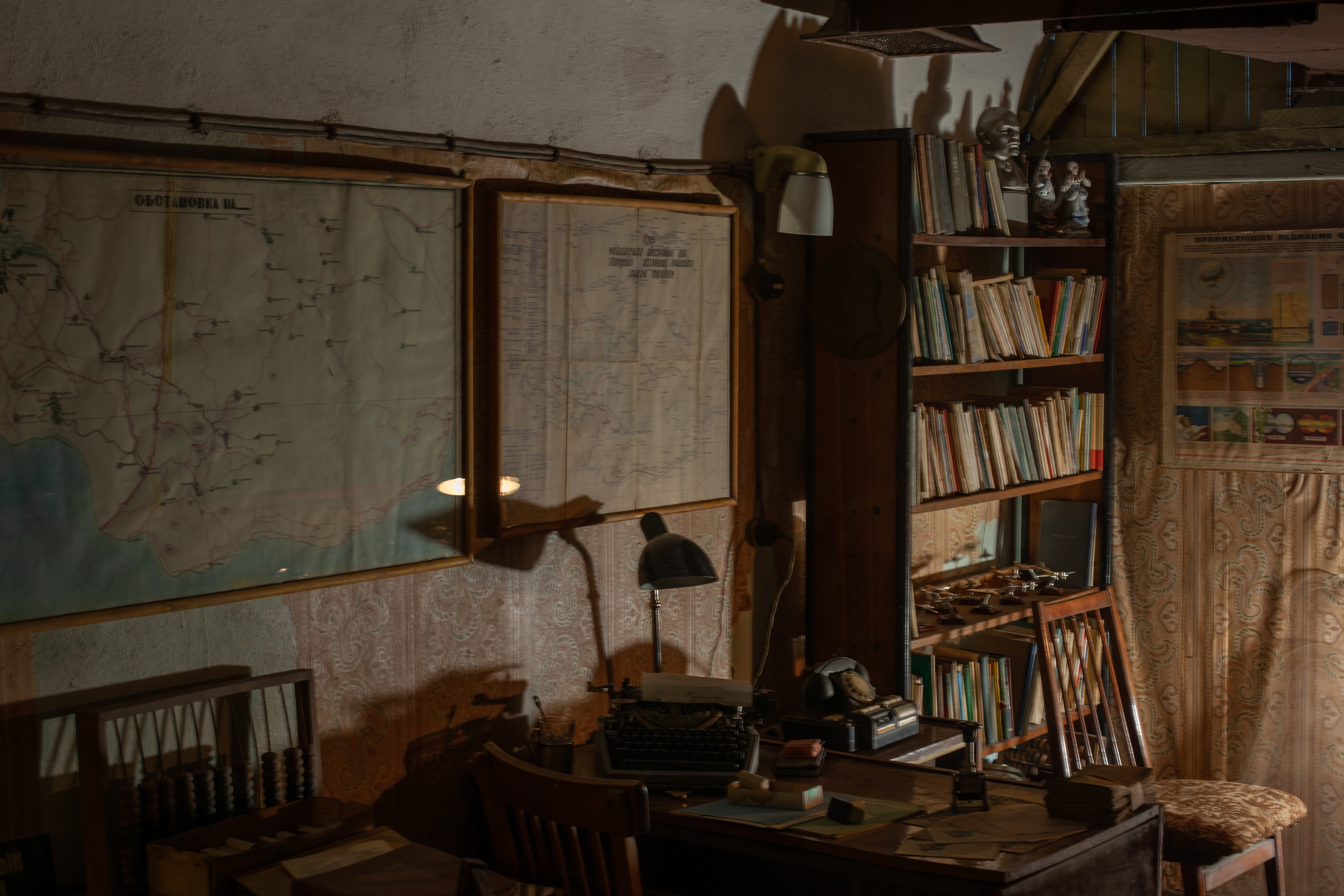
Экспозиция музея "Подземный Севастополь"
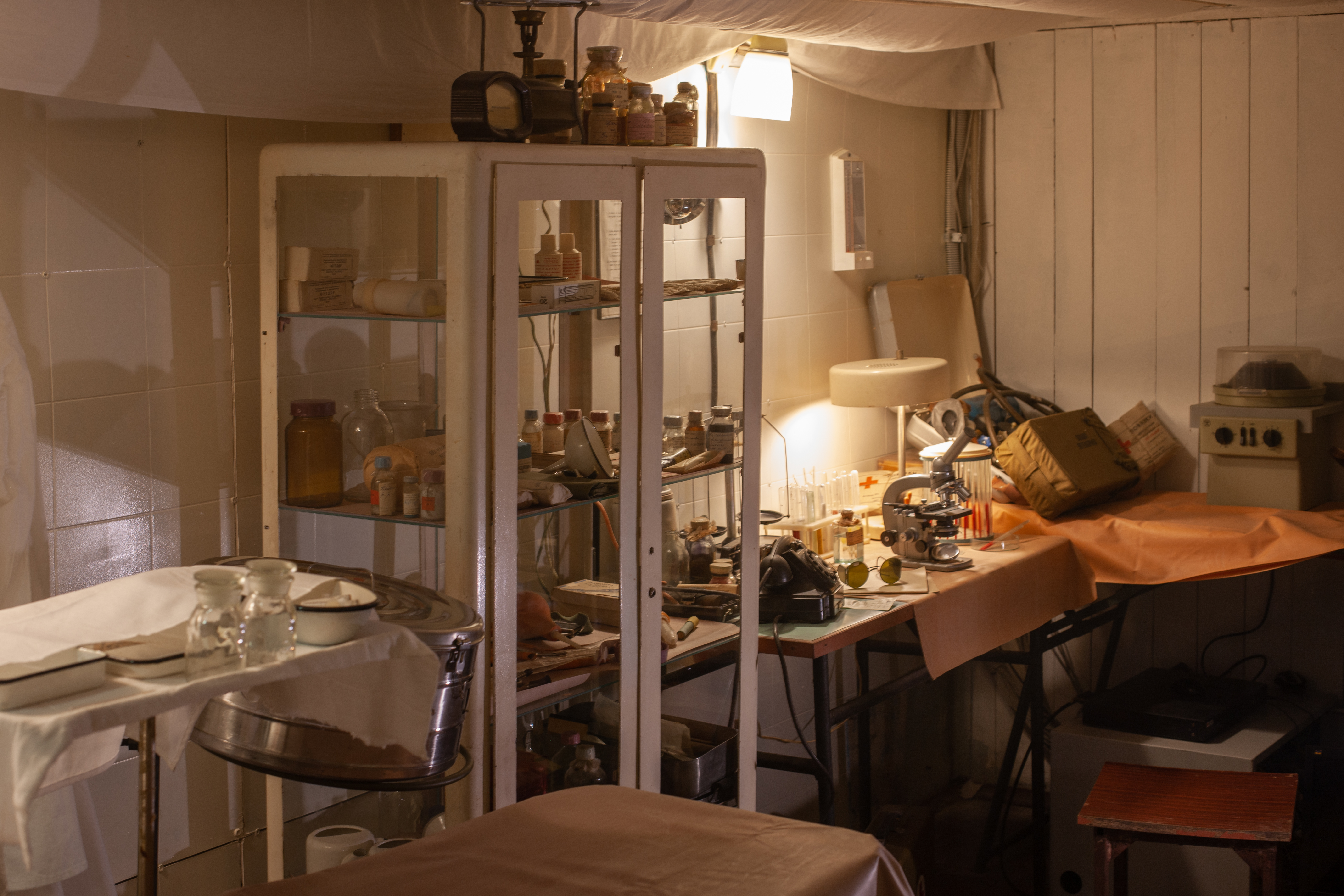
Экспозиция медецинского кабинета музея "Подземный Севастополь".
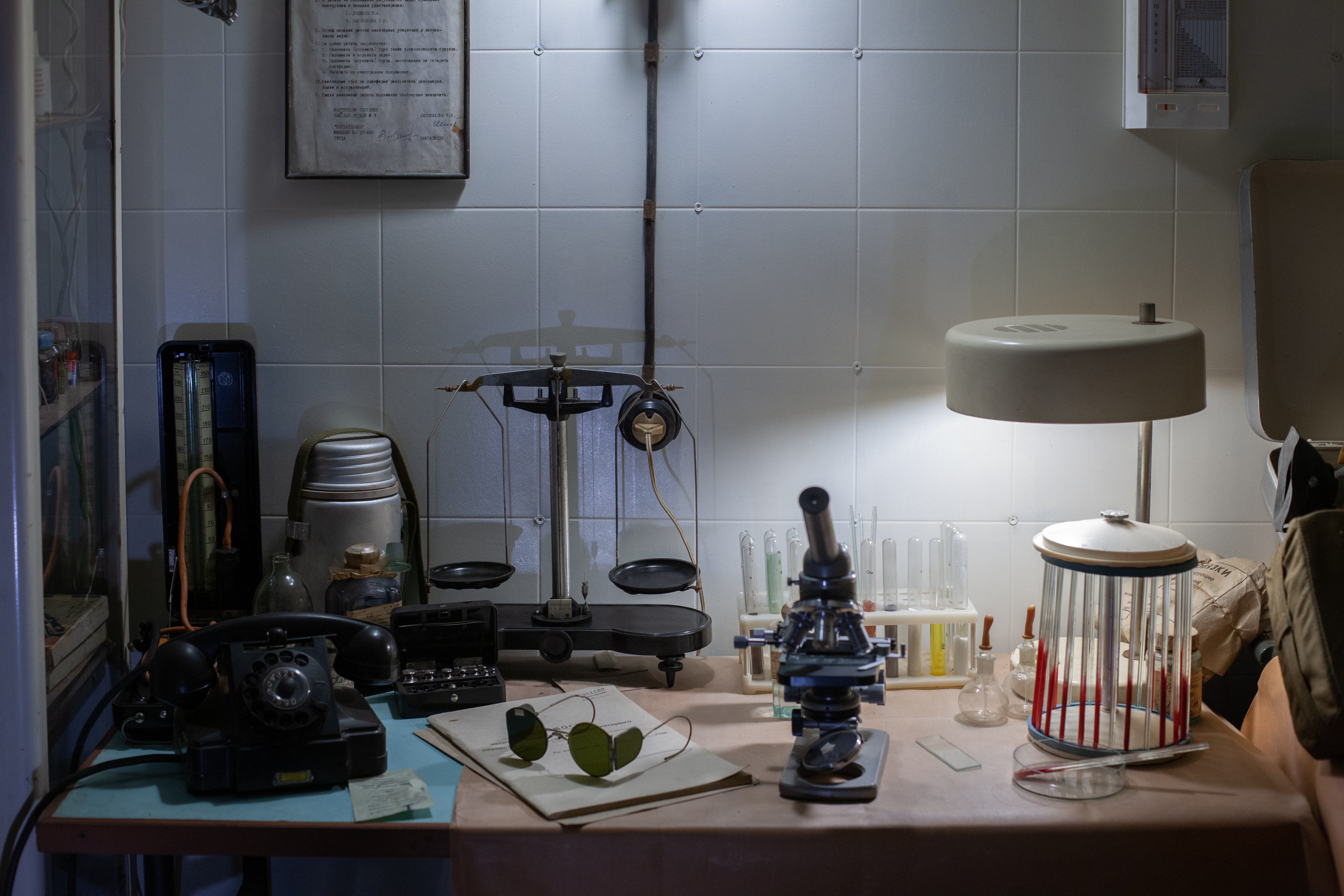
Зал медецинского кабинета музея "Подземный Севастополь".
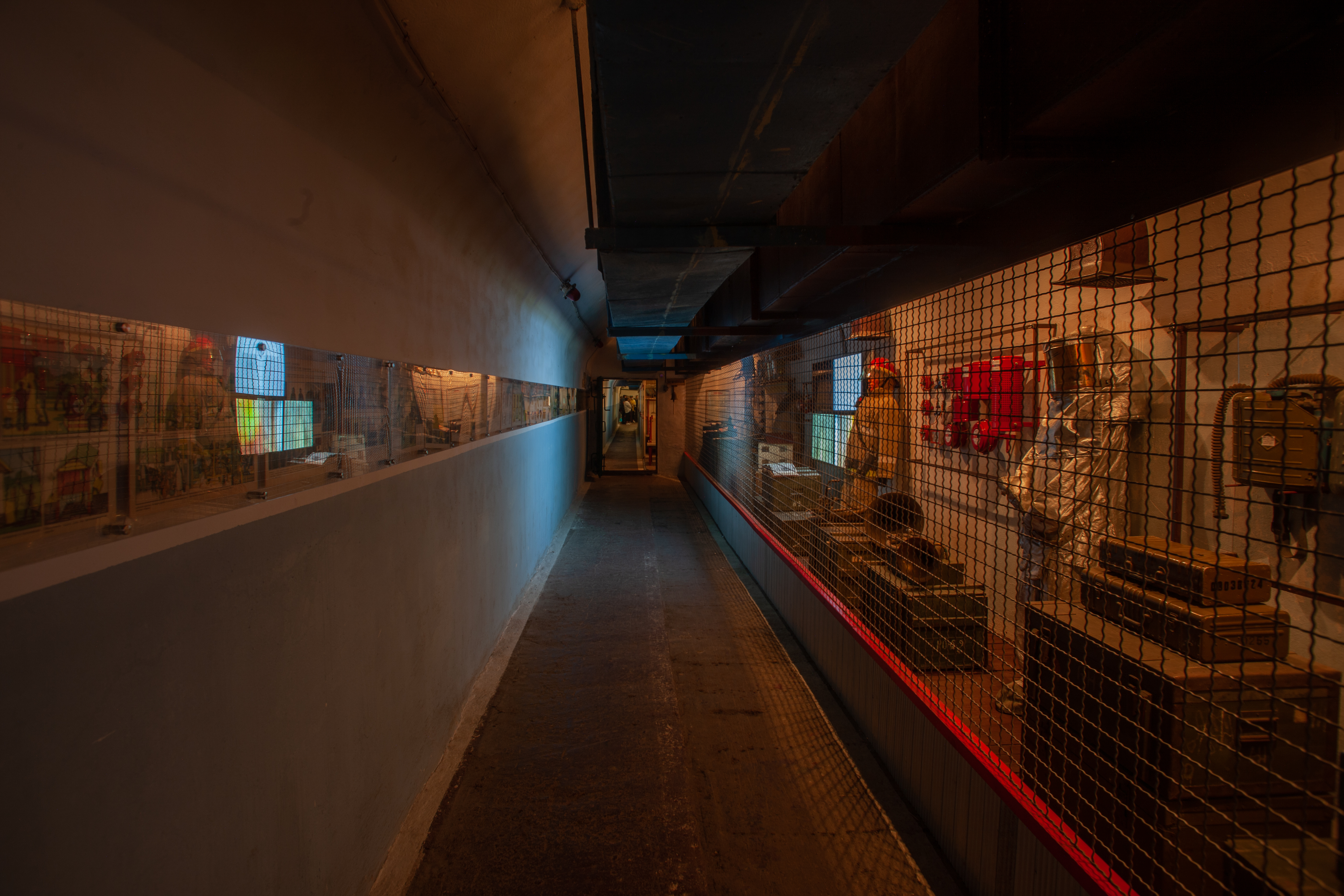
Экспозиция музея "Подземный Севастополь"
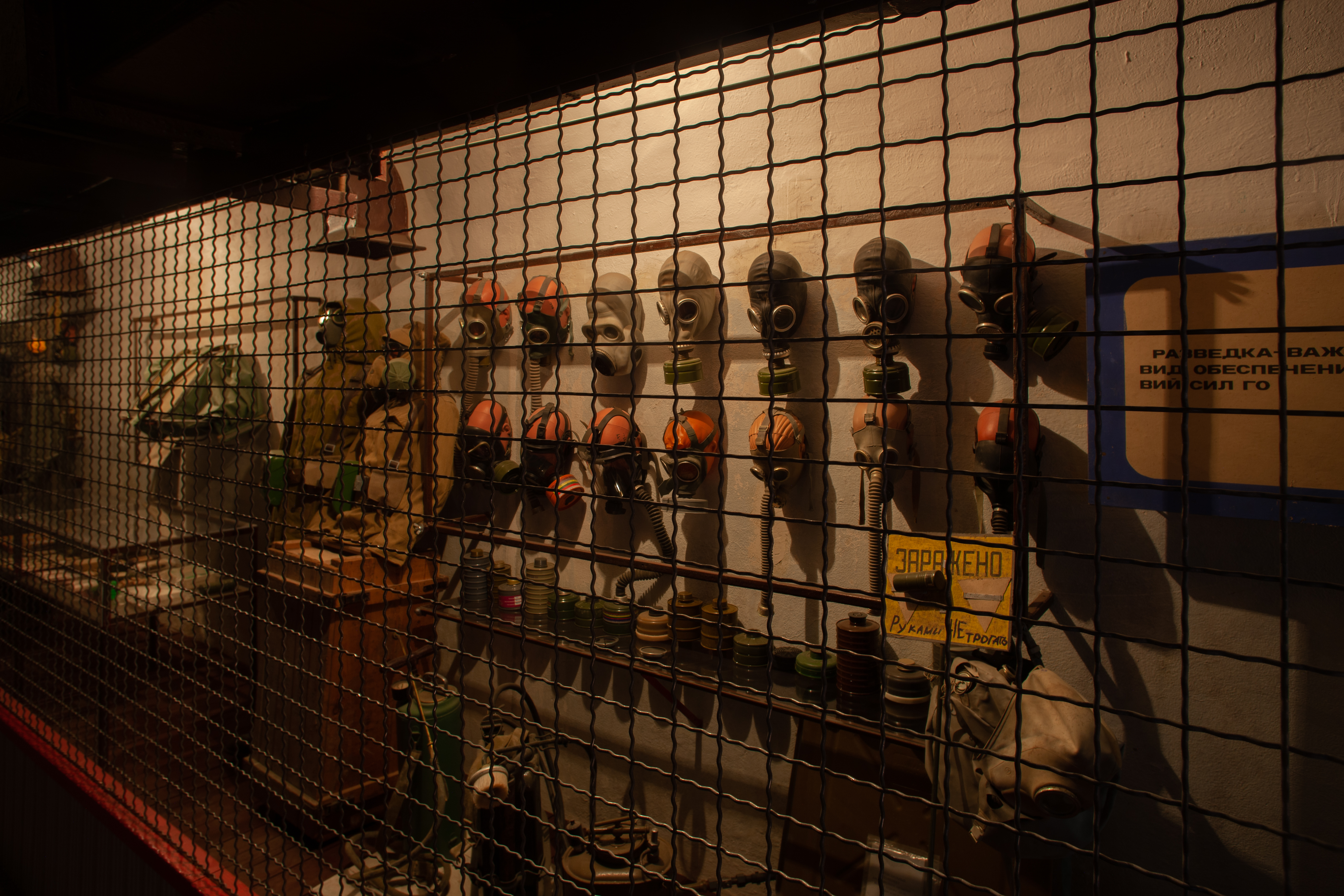
Коллекция противогазов музея "Подземный Севастополь".
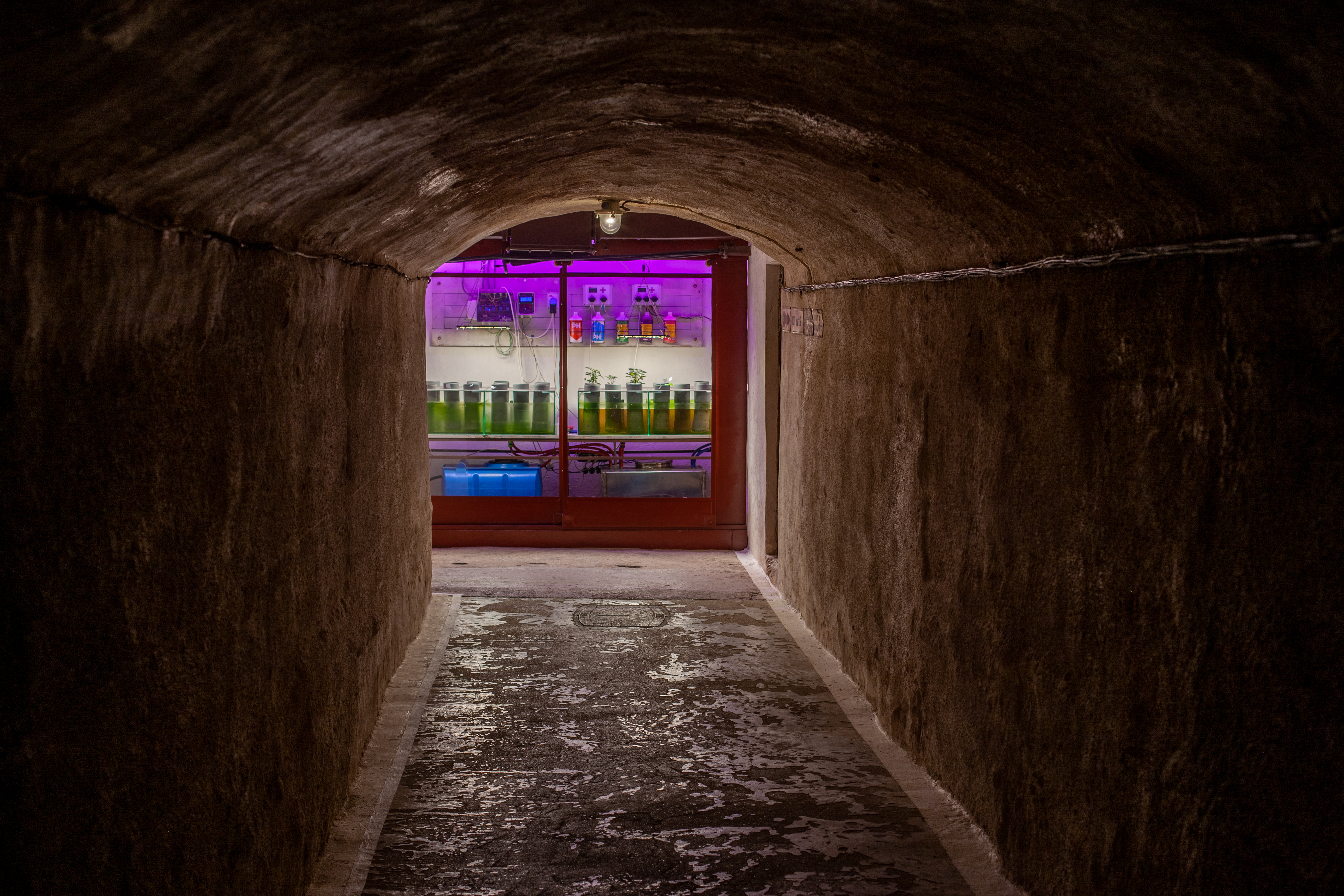
Лаборатория гидропоники музея "Подземный Севастополь".
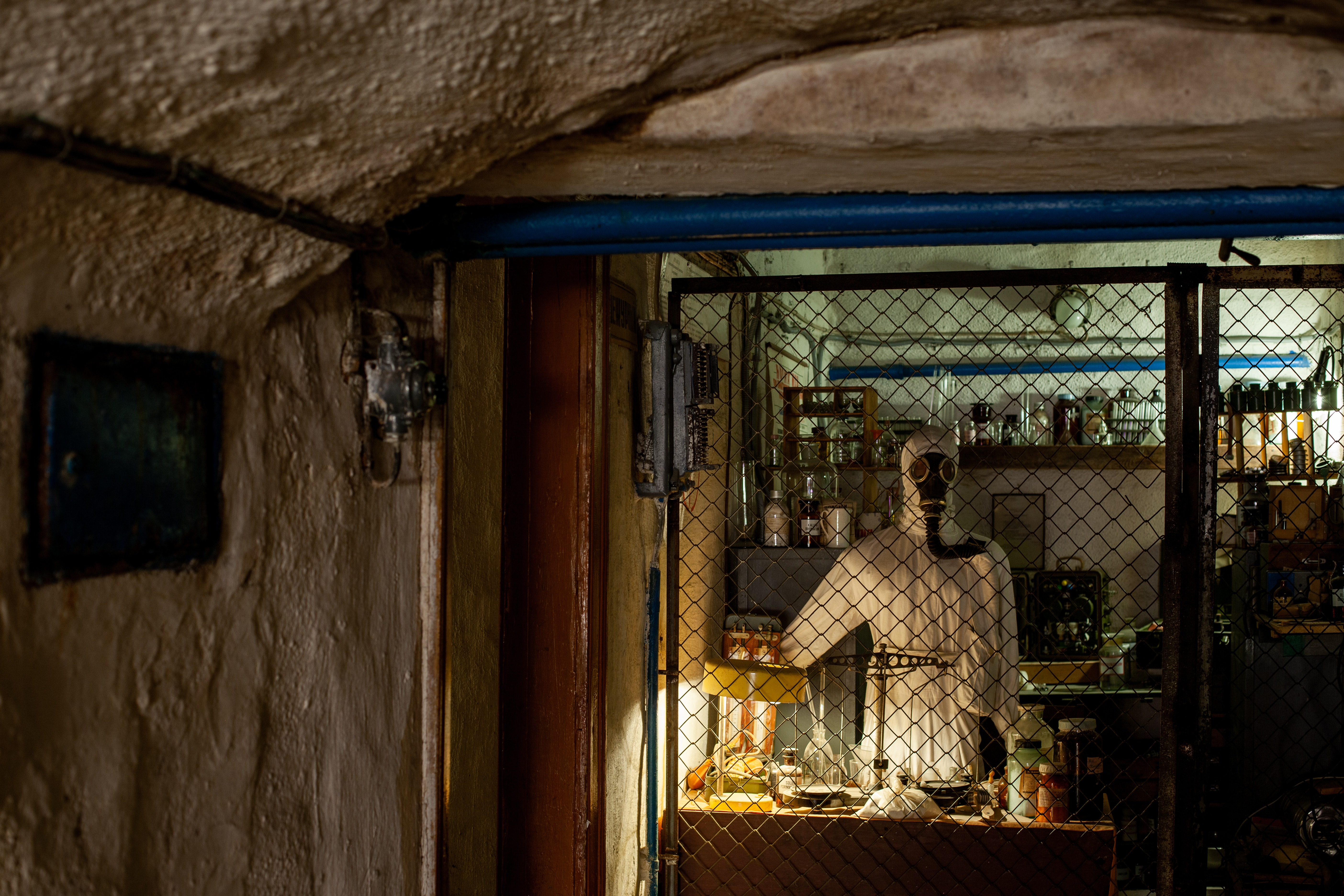
Лаборатория проверки радиоктивной зараженности музея "Подземный Севастополь".
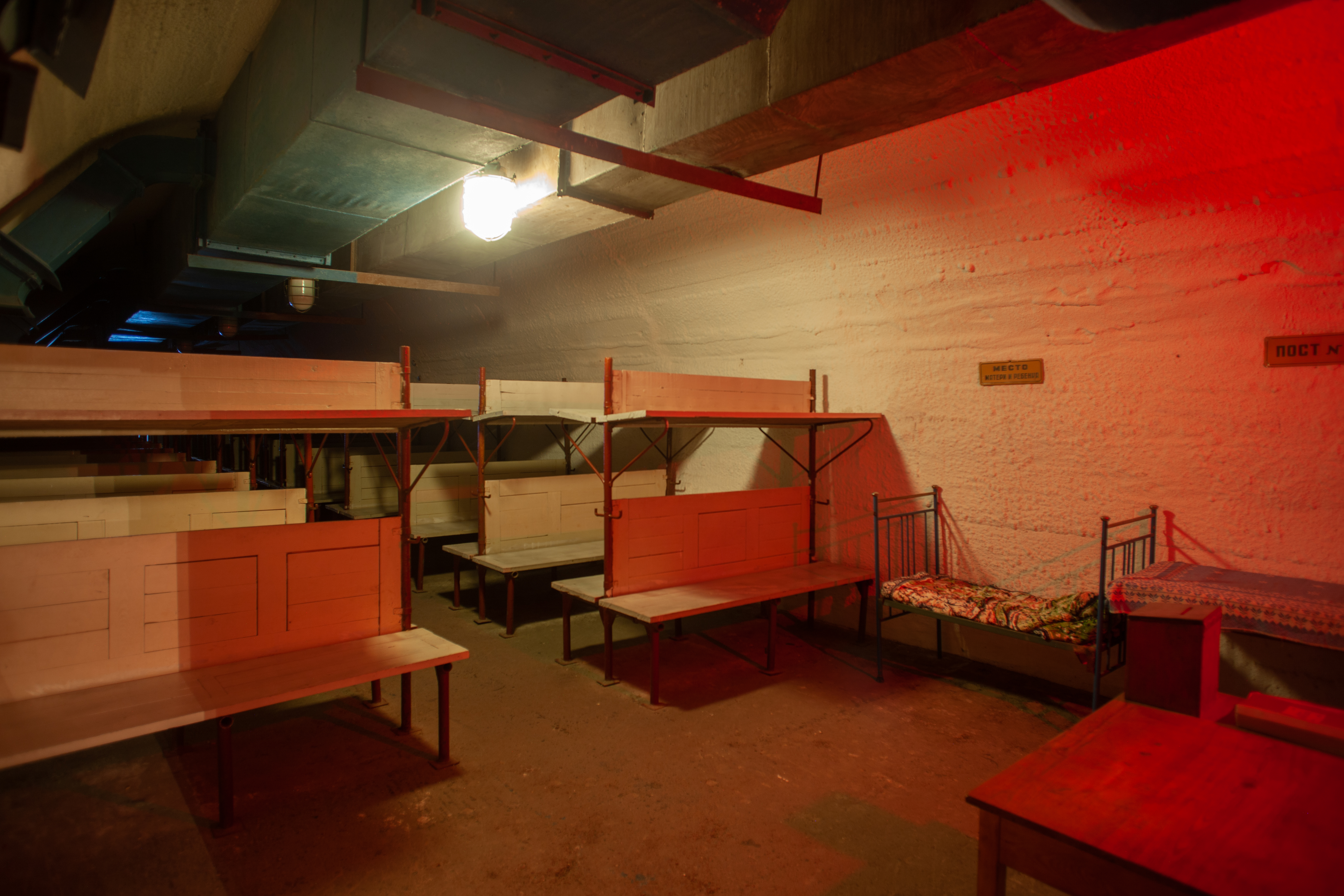
Экспозиция зала укрываемых музея "Подземный Севастополь"
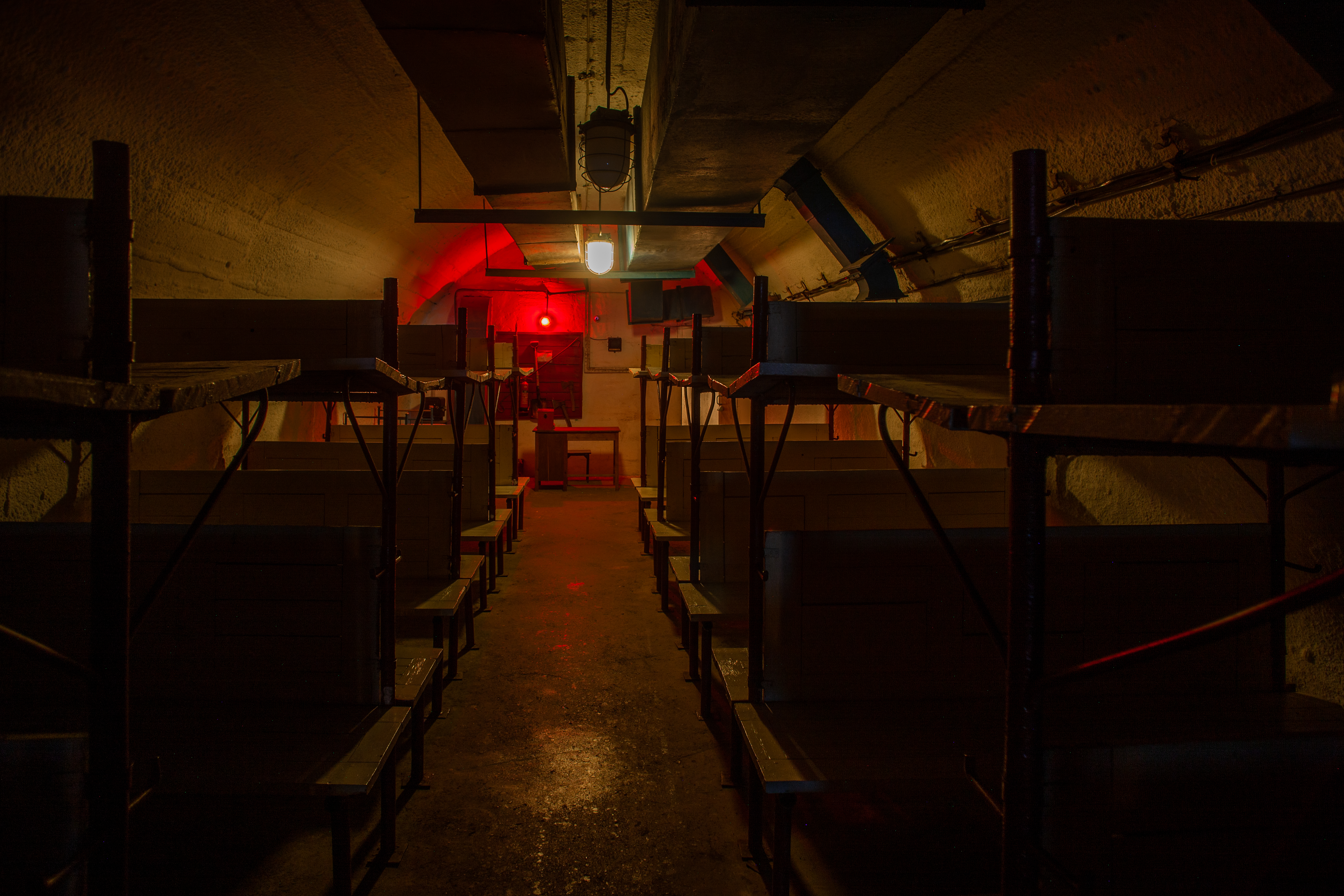
Экспозиция зала укрываемых музея "Подземный Севастополь"
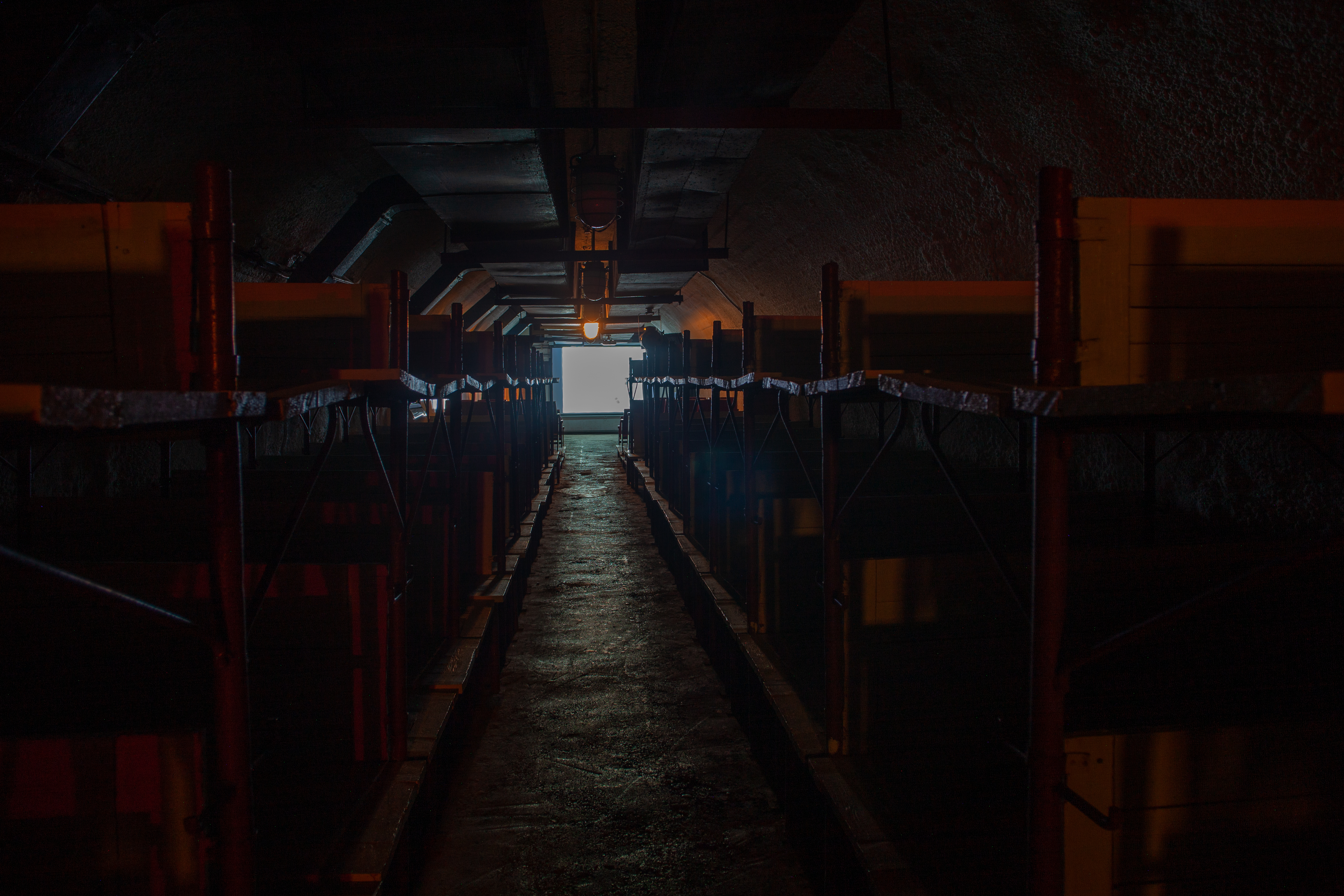
Зал демонстрации видео музея "Подземный Севастополь"
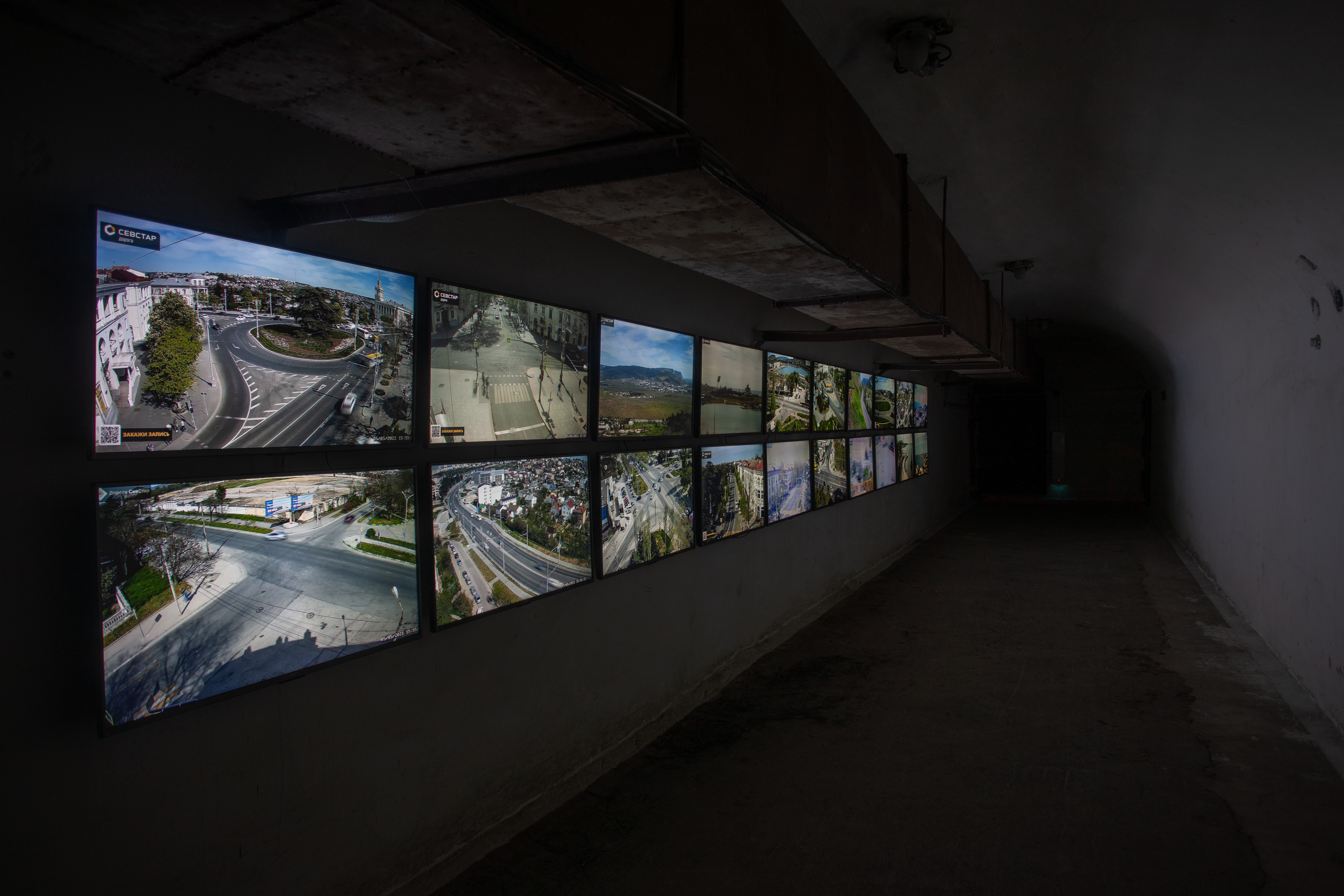
Мониторы демонстрации камер внешнего наблюдения музея "Подземный Севастополь"
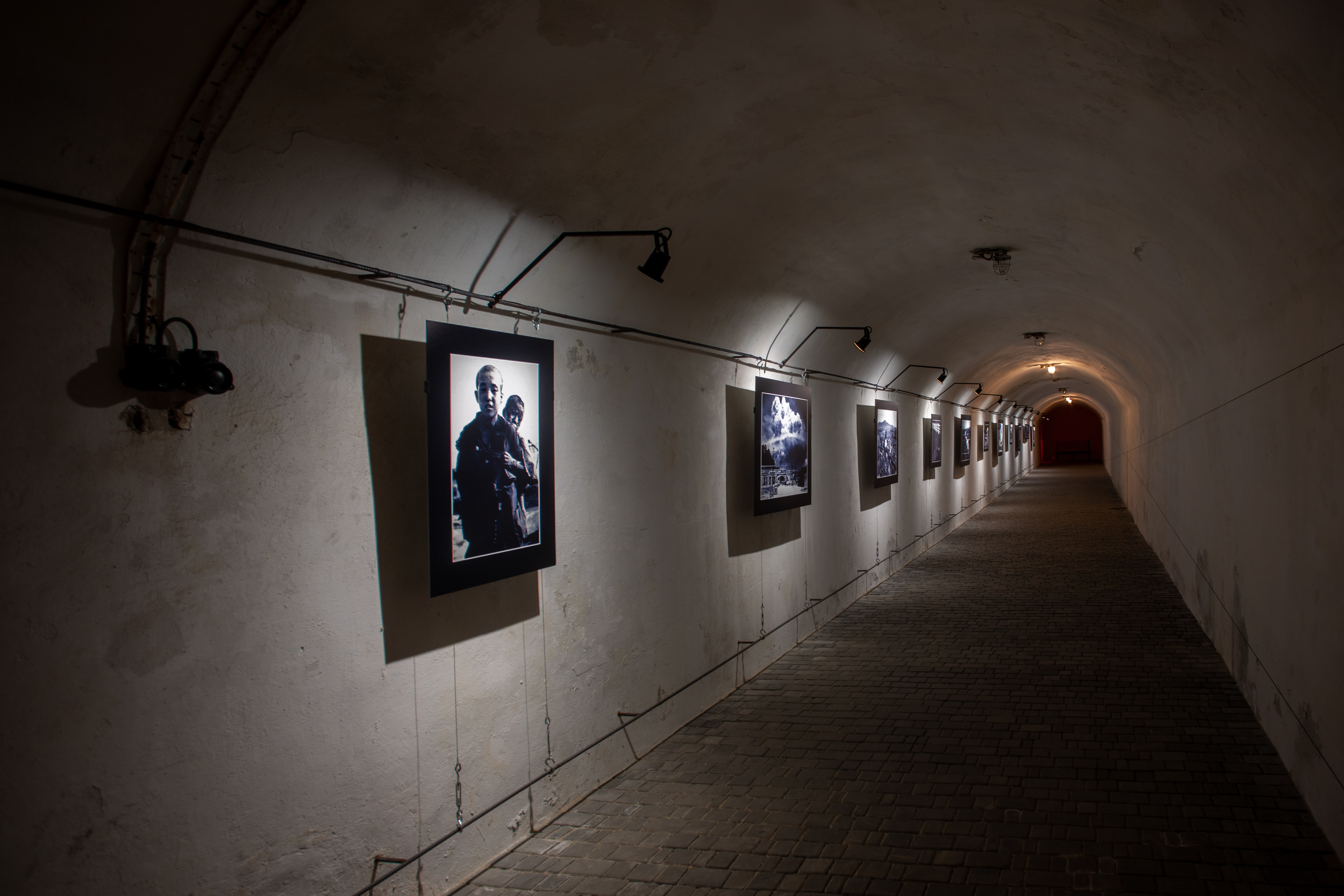
Выставка фотографий музея "Подземный Севастополь"
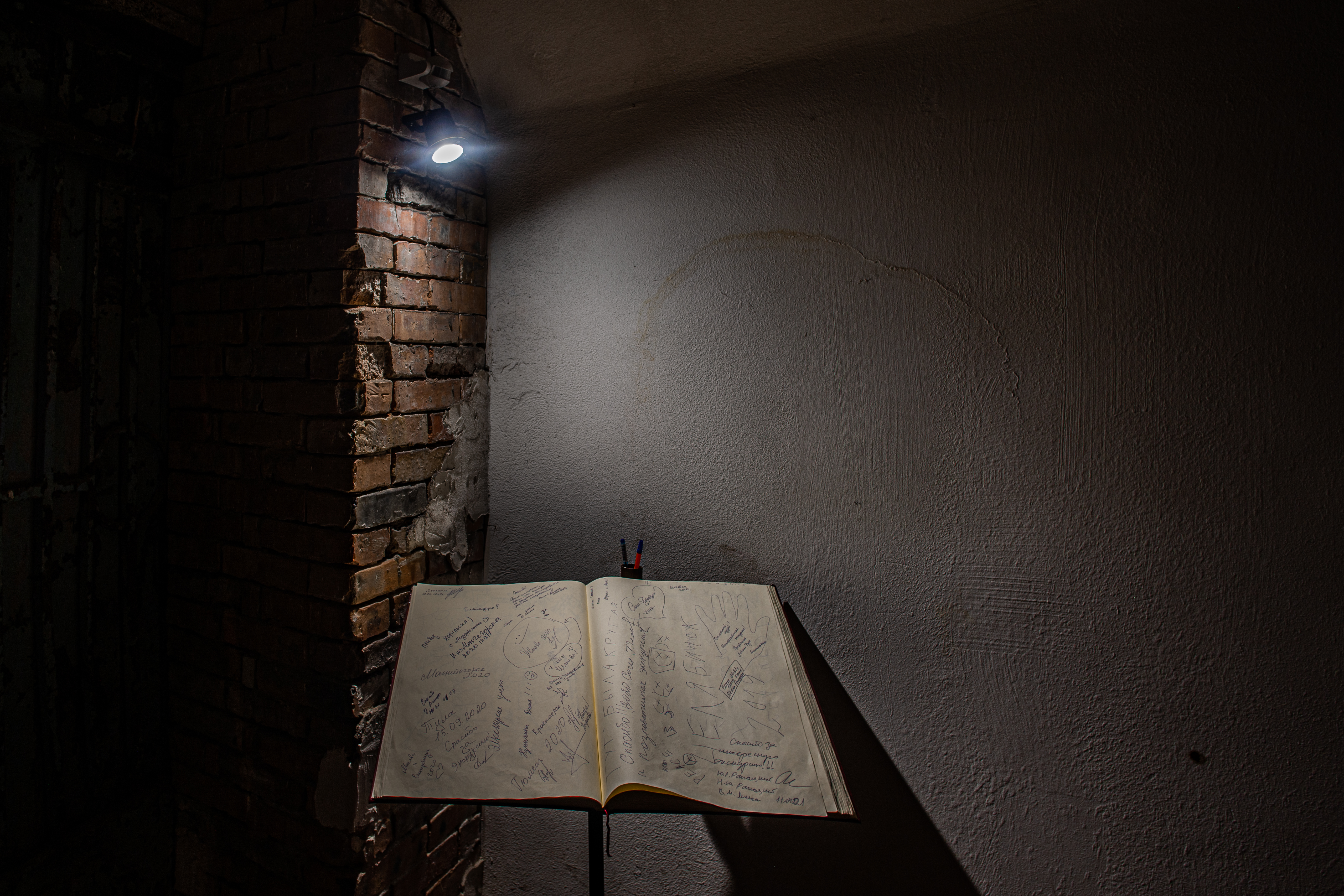
Книга записи впечатлений посетителей музея "Подземный Севастополь"
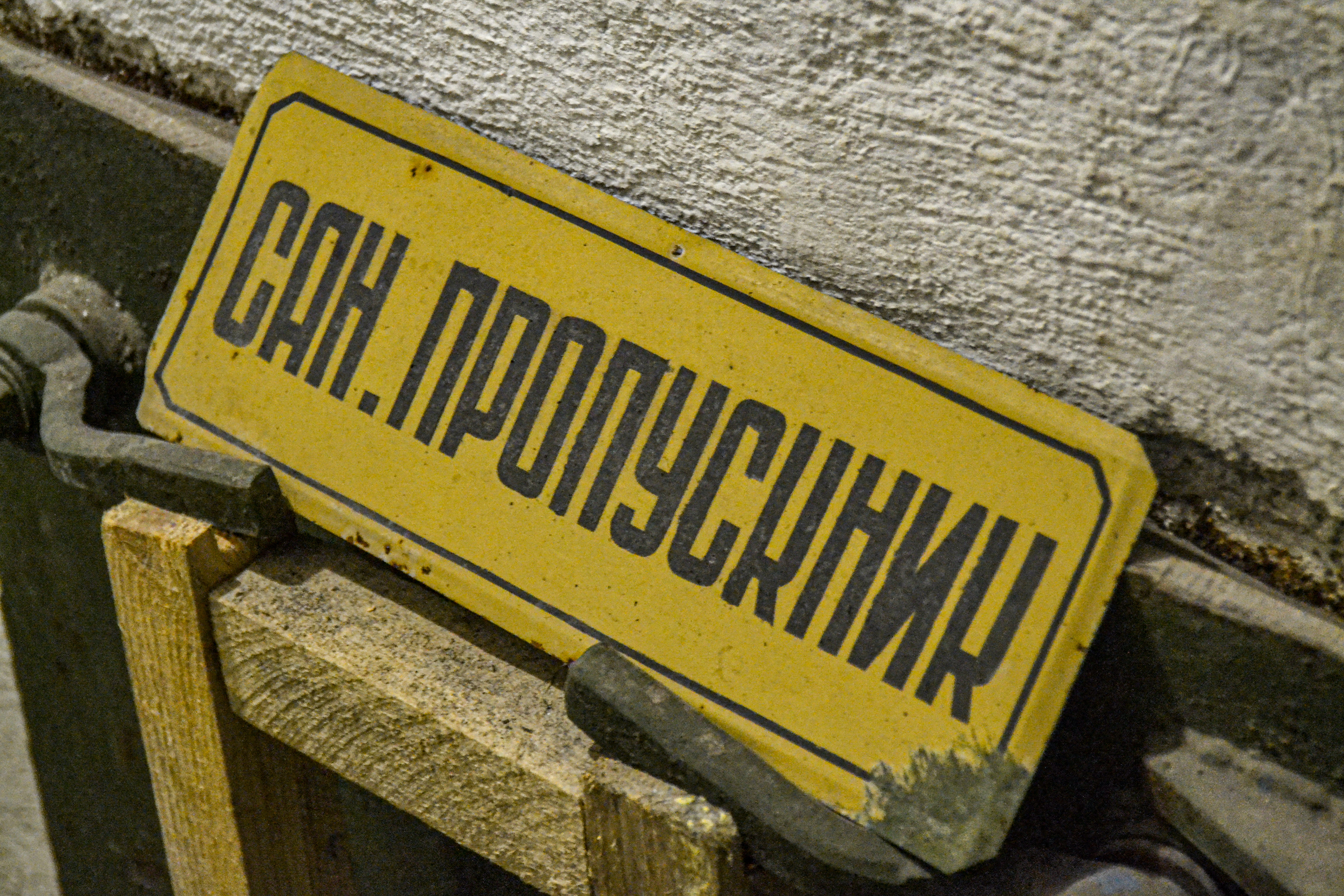